# 班伯里聯足球會
班伯里聯足球會（Banbury United）是一支位於英格蘭牛津郡班伯里的職業足球會，目前於英格蘭足球南部聯賽角逐。

## 外部連結
- Official site （页面存档备份，存于）
- Unofficial site